# Квинлан (Тексас)
Квинлан (енгл. Quinlan) град је у америчкој савезној држави Тексас. По попису становништва из 2010. у њему је живело 1.394 становника.

## Демографија
Према попису становништва из 2010. у граду је живело 1.394 становника, што је 24 (1,8%) становника више него 2000. године.
| Група             | 2000.         | 2010.         |
| Белци             | 1.261 (92,0%) | 1.211 (86,9%) |
| Афроамериканци    | 9 (0,7%)      | 8 (0,6%)      |
| Азијати           | 4 (0,3%)      | 16 (1,1%)     |
| Хиспаноамериканци | 71 (5,2%)     | 127 (9,1%)    |
| Укупно            | 1.370         | 1.394         |